# Dorog
Dorog je mesto na Madžarskem, ki upravno spada pod podregijo Dorogi Županije Komárom-Esztergom.